# Smooth (пісня)
«Smooth» (укр. Крута) — пісня американського рок-гурту Santana та співака Роба Томаса, що вийшла у 1999 році.
Пісню було написано для альбому американського гітариста мексиканського походження Карлоса Сантани Supernatural. Композиція поєднувала жанри попроку та латиноамериканської музики, поширені в американській музичній індустрії кінця 1990-х років. Музику до пісні написав молодий композитор Ітаал Шур, а автором слів та співаком став фронтмен рок-гурту Matchbox 20 Роб Томас.
«Smooth» вийшла окремим синглом 29 червня 1999 року та вперше за тридцятирічну кар'єру Карлоса Сантани очолила американський хіт-парад Billboard Hot 100. Запис став «платиновим» та здобув нагороду «Греммі» як краща пісня року. «Smooth» вважається одним з найбільших хітів попмузики всіх часів за рейтингами журналу Billboard.

## Історія створення

### Новий альбом Santana

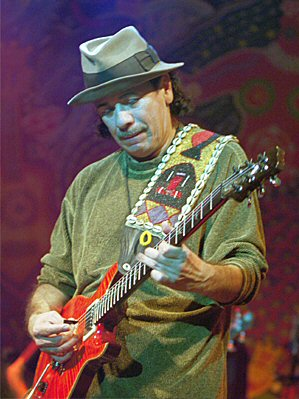
Американський гітарист Карлос Сантана

В 1997 році лідер гурту Santana гітарист Карлос Сантана зустрівся з продюсером Клайвом Девісом, президентом лейбла Arista Records. Вони знали один одного ще з кінця 1960-х років, коли Сантана підписав свій перший контракт з Columbia Records, і довго працювали разом. Проте наприкінці 1990-х років справи Сантани йшли не кращим чином, його пісні лише зрідка звучали на радіо, тому він хотів відновити кар'єру, випустивши щось нове. У гітариста добігав кінця контракт з компанією PolyGram і він сподівався укласти привабливішу угоду з Arista.
Під час зустрічі в Беверлі-Гіллз Девіс запропонував Сантані видати альбом, що наполовину складатиметься з власного матеріалу гітариста, а решту пісень для нього підбере продюсер. Сантана погодився, очікуючи, що завдяки платівці зможе сперечатись із молодшими виконавцями, які на той час очолювали хіт-паради США.

### Написання пісні
Протягом 1998 року Клайв Девіс та A&R-директор Піт Генберг домовились про запис дуетів Сантани з популярними виконавцями, серед яких були співаки Лорін Гілл та Дейв Метьюз, репер Everlast та британський гітарист Ерік Клептон. Було витрачено багато часу та грошей, проте альбомові бракувало справжнього хіта.
В останній момент — в січні 1999 року — колега Генберга Джеррі Гріффіт запропонував звернутись до молодого композитора Ітаала Шура, бо в того нібито була непогана пісня. Шур запропонував свою композицію «Room 17», музика якої сподобалась Генбергу, але текст потребував змін. Події пісні відбувались в готельній кімнаті, де рок-зірка зустрічалась з шанувальницями, але це не відповідало образові Сантани. Віцепрезидент EMI Music Publishing Еван Ламберг познайомив Генберга з лідером рок-гурту Matchbox 20 Робом Томасом, який міг би переробити текст, і той разом з Шуром написав нові слова, змінивши назву на «Smooth».
Прослухавши демоверсію пісні, Сантана спочатку відмовився її виконувати. Він вважав, що та дуже схожа на його стару пісню 1971 року «Guajira», і намагався дистанціюватися від старого образу. Генбергу довелося вмовляти Клайва Девіса особисто запевнити Сантану, що ця пісня йому потрібна. Лише після того, як поважний продюсер написав листа гітаристові, Сантана погодився додати «Smooth» до альбому.

### Вибір співака

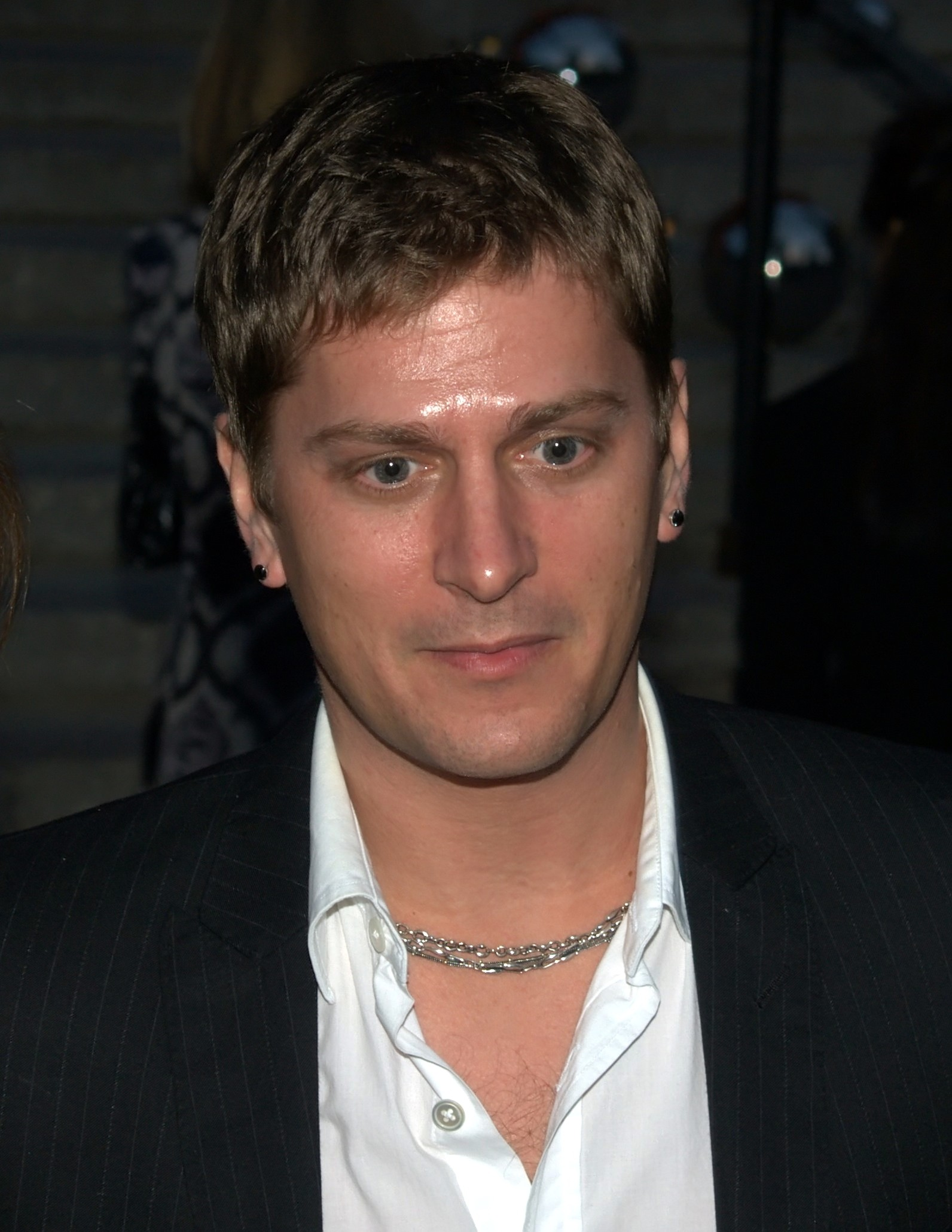
Фронтмен гурту Matchbox 20 Роб Томас, який написав текст та заспівав пісню «Smooth»

Спочатку Роб Томас розглядався суто як один зі співавторів композиції. Її мав співати хтось з відомих тогочасних виконавців; зокрема, Томас пропонував кандидатури Джорджа Майкла та Джона Бон Джові. Проте згодом Генберг запропонував Томасу заспівати її самостійно, зважаючи на зростальну популярність його гурту Matchbox 20, який нещодавно видав комерційно успішний альбом. Сантана спочатку був не в захваті від цього, але після розмови з продюсером дав згоду на дует з Томасом.
Іншою проблемою, яка заважала фронтмену Matchbox 20 виконати цю пісню, став його чинний контракт з лейблом Lava Records. Президент Lava Джейсон Флом не хотів, щоб його найбільша зірка з'явилась на альбомі компанії-конкурента, тим більше, що інший його виконавець Кід Рок в той саме час вже записував пісню для платівки Run-D.M.C. (іншого гурту Arista). Лише коли сам Томас зізнався, що хотів би вперше в житті спробувати власні сили за межами Matchbox 20, йому дозволили заспівати разом з Santana.

### Запис у студії

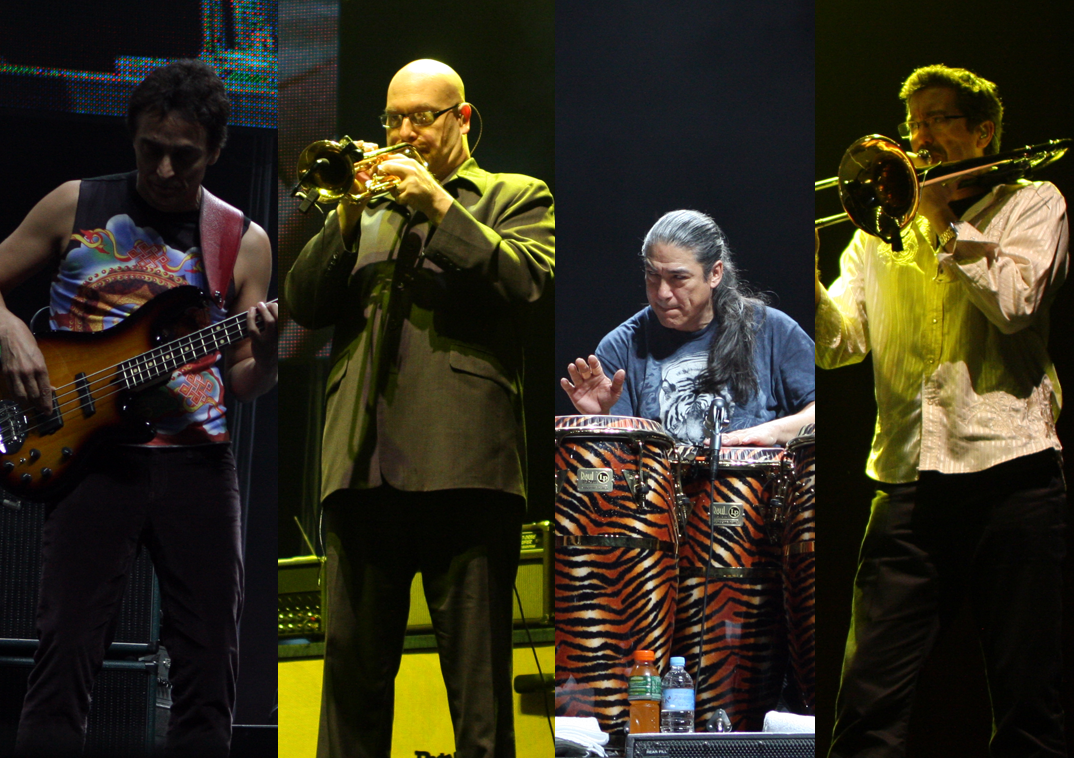
Музиканти гурту Santana

Запис пісні відбувся у квітні 1999 року в студії Record Plant в Саусаліто, штат Каліфорнія. Продюсером став Метт Серлетік, який працював з Matchbox 20, але також вивчав латиноамериканську музичну культуру та грав сальсу. Саме в студії Карлос Сантана та Роб Томас вперше зустрілись наочно. До цього Сантана нічого не знав про Томаса, окрім того, що йому впав до вподоби його голос.
Було вирішено записувати пісню наживо. Гурт Santana складався з професійних музикантів, які не потребували багато часу для підготовки. Вони вивчили пісню заздалегідь, а в студії обмежились лише трьома дублями. За словами продюсера, вже другий дубль був дуже вдалим: «В тебе чудовий гурт, чудова пісня, тому варто лише не зганьбитися. Просто записуєш їхню енергію на плівку та додаєш невеличкі нюанси». Сантані також сподобався результат, зокрема, голос Томаса, який «знаходився на іншому рівні правдивості». Проте, жоден з них не вважав, що вони створюють щось особливе, сприймаючи це як звичайну студійну буденність.
Наступного дня було окремо записано вокал Томаса. Сантана також додав декілька гітарних партій. Метт Серлетік вирішив, що голос Томаса та гітара Сантани мають «спілкуватись» один з одним, тому в аранжуванні вони майже не перетинались, за винятком деяких гармонічних фрагментів. Також продюсер додав ефект «телефонної розмови» до голосу Томаса у першому куплеті, нібито той перебуває на вуличній вечірці в Нью-Йорку. Піт Генберг вважав це поганою ідеєю, проте Клайв Девіс запевнив A&R-директора, що Метт Серлетік краще розуміється на цьому: «Піт, ти вже зробив свою справу. Нехай тепер Метт зробить свою».

## Опис композиції

### Музична структура
Стилістично «Smooth» є поєднанням попроку, представником якого був співак Роб Томас, та латиноамериканської музики, близької Карлосу Сантані та його гуртові. Її записано із використанням типових для рок-музики інструментів, на кшталт електрогітари з ефектом «дисторшн», перкусійних інструментів, що підтримували ритм в стилі босанова, духової секції, що виконувала синкоповані контрапунктні мелодійні партії, притаманні джазові, та органу Гаммонда. Подібні кросовери за участі латиноамериканських музикантів були поширені в 1999 році; іншим яскравим прикладом була хітова композиція «Livin' La Vida Loca» Рікі Мартіна, що вийшла за декілька місяців до «Smooth».
Структура пісні «Smooth» типова для поп- та рок-музики та відповідає форматові «куплет-приспів». Композиція починається з інструментального вступу з ведучою гітарною партією Карлоса Сантани. Далі йдуть перший куплет, передприспів та приспів у виконанні Роба Томаса. Слідом за другим куплетом, передприспівом та приспівом починається гітарне соло. Закінчується «Smooth» повторенням приспіву та кодою, в якій поєднуються спів Томаса та основна гітарна мелодія у виконанні Сантани.
Пісня виконується в тональності ля мінор, в середньому темпі (114 BPM), в розмірі 4/4. Вона не містить модуляцій та переважно побудована навколо трьох акордів: ля мінор (тоніка), фа мажор (субмедіанта) та мі мажор (домінанта), з поодиноким додаванням септакордів. Вступ та кода є поліфонічними, решта пісні також містить взаємодію різних інструментів та вокалу: партія бас-гітари синкопічна, гітара грає основний риф, а духові інструменти виконують контрапунктну мелодію в унісон. Вокал найчастіше звучить в обмеженому діапазоні від тоніки (ля) до домінанти (мі); в передприспіві та приспіві за допомогою другого голосу створюються додаткові гармонії. На відміну від вокалу, гітарна партія відзначається високою технікою виконання, поєднуючи вібрато, глісандо, бенди та швидке тремоло, а гітарна мелодія звучить в ширшому діапазоні та містить елементи імпровізації.

### Текст пісні
Перша версія тексту пісні належала композиторові Ітаалу Шуру. Пісня мала назву «Room 17» (укр. Кімната №17) та описувала кімнату в готелі, де зустрічались коханці. Піт Генберг був впевнений, що всі будуть вважати, нібито це рок-гітарист зустрічається в готелі з шанувальницею, і тому наполіг на повній заміні тексту: «Якщо ви хоч щось знаєте про Карлоса Сантану, він ніколи не буде асоціюватись з такою піснею». Ітаал Шур заперечував, що в тексті говорилось про ґруппі, але погодився його змінити.

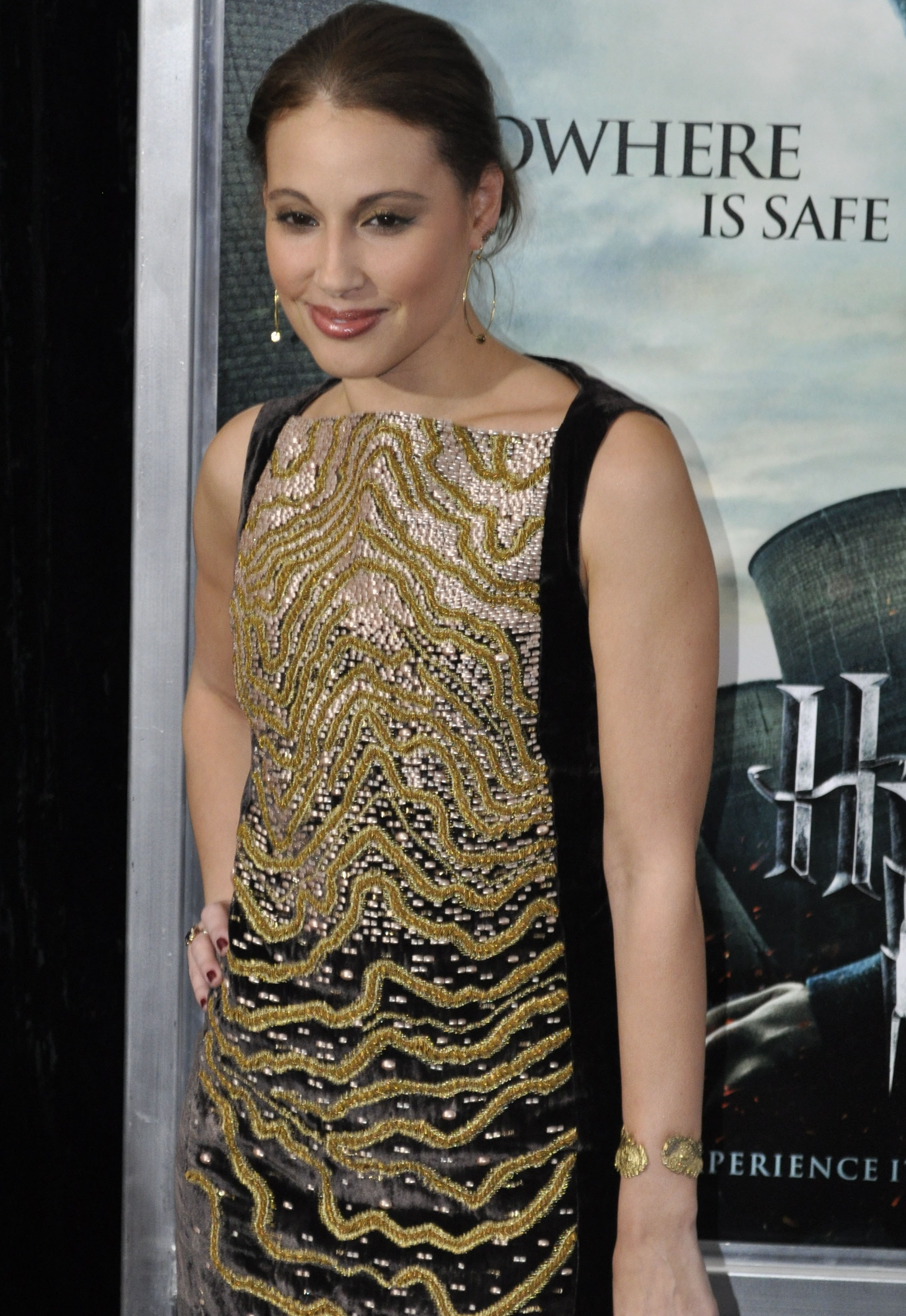
Пуерториканська модель Марісоль Мальдонадо, яка надихнула свого нареченого Роба Томаса на створення тексту «Smooth»

Новий текст належав Робу Томасу. Еван Ламберг порадив йому написати щось «не про Карлоса особисто, але описати, яким є Карлос». Натхненням для Томаса стала його наречена, пуерто-риканська модель Марісоль Мальдонадо. Одними з перших з'явились рядки «You're so smooth» (укр. Ти така крута) та «You hear my rhythm on your radio» (укр. Ти чуєш мій ритм на своєму радіо). Іспанськомовне звернення до коханої «muñequita» (укр. лялечка) Томас знав, бо саме так називав майбутню дружину. Фраза «Spanish Harlem Mona Lisa» (укр. Мона Ліза з Іспанського Гарлему) була відсиланням до пісні Елтона Джона «Mona Lisas and Mad Hatters», яку своєю чергою було створено під впливом композиції соул-співака Бена Кінга «Spanish Harlem».
Фінальна версія тексту «Smooth» була створена спільними зусиллями Роба Томаса та Ітаала Шура. Пісня розпочиналась з двозначної фрази «Man, it's a hot one» (укр. Ох, який гарячий), яка означала як спекотний день, так і сексуальне напруження героя пісні, який звертається до знайомої дівчини. Надалі парубок освідчувався подрузі з латиноамериканського кварталу в коханні та називав її «дуже крутою». Спочатку у пісні були лише куплет та приспів, але потім останній став передприспівом, а Шур написав власний приспів: «Give me something hot to make me move. Get my motor running, so I can get to you.» (укр. Дай мені щось гаряче, щоб я рухався. Запусти мій мотор, щоб я міг до тебе дістатися.). Рядки не сподобалися Томасові, бо нібито були запозичені з байкерського гімну «Born to Be Wild», і співак запропонував свою редакцію, яка залишилась в приспіві: «Just like the ocean, under the moon, that's the same as the emotion that I get from you» (укр. Так само як океан під місяцем, це те саме почуття, що я маю до тебе).

## Випуск пісні

### Вихід синглу
Коли всі пісні для альбому Santana було записано, розпочалась дискусія стосовно першого синглу. Менеджери мали вирішити, що саме відправити на радіостанції і як призабутому музикантові скласти гідну конкуренцію молодим виконавцям, зрештою потрапивши до 40 кращих пісень в національному хіт-параді. Спочатку вони хотіли зробити синглом «Put Your Lights On», записану разом з Everlast, бо воліли розпочати з рок-пісні. Іншим кандидатом була «Maria Maria», але та навряд чи зацікавила б ритм-енд-блюзові станції. Врешті решт всі погодились, що саме «Smooth» має стати першим синглом з альбому.
«Smooth» вперше було зіграно наживо в травні 1999 року на стадіоні в Нью-Джерсі, де гурт Santana виступав на розігріві у Дейва Метьюза. Попри те, що слухачі жодного разу ще не чули цю пісню, її зустріли досить тепло. «Вони танцювали так, нібито знали цю пісню вже багато років» — здивувався Еван Ламберг. Проте керівництво лейблу все ще не було впевненим, що нова пісня майже забутого 50-річного гітариста зацікавить радіостанції, тому перші компакт-диски, які надійшли до діджеїв, не містили імені виконавця — лише назву пісні «Smooth» та підпис «Mystery Artist» (укр. Таємничий артист).

### Музичне відео
Музичне відео на пісню зняв режисер Маркус Ребой, відомий співпрацею з Мері Джей Блайдж, Ice Cube, Faith No More та Стінгом. Продюсер Метт Серлетік порадив Ребою створити «величезний та збуджувальний» кліп, який відповідав би настрою пісні. Фільмування пройшло влітку 1999 року на одній з вулиць Гарлему. За словами барабанщика Santana Родні Голмса, на майданчику все виглядало так, нібито тривали знімання справжнього фільму: «Макіяж, гардероб, кейтеринг. Навіть смішно».
За сюжетом кліпу Сантана та Томас грають та співають пісню спочатку в приміщенні, а потім — з музикантами гурту — на вулиці Нью-Йорку. На них звертають увагу перехожі та мешканці будинків, поруч зупиняються автівки. Під час приспіву деякі з людей не витримують та починають танцювати. В кінці відео Карлос Сантана, Роб Томас та музиканти залишаться оточеними розтанцьованим натовпом, переважно, привабливими дівчатами. Одну з головних ролей в кліпі зіграла наречена Томаса Марісоль Мальдонадо.

### Комерційний успіх
29 червня 1999 року пісня «Smooth» вийшла окремим синглом. Сумніви представників лейблу виявились марними, пісня отримала величезну популярність на радіо формату «сучасної музики для дорослих» та згодом досягла першого місця національного хіт-параду Billboard Hot 100. Це стало найбільшим досягненням виконавця, бо до цього в десятку кращих в США потрапляли лише дві пісні Santana, а саме «Evil Ways» (9 місце в 1970 році) та «Black Magic Woman» (4 місце, 1971 рік). Окрім цього, Карлос Сантана став черговим латиноамериканцем, чиї пісні очолювали чарти Billboard протягом 1999 року, слідом за Рікі Мартіном та Енріке Іглесіасом. В журналі Rolling Stone «Smooth» назвали однією з найпривабливіших пісень з нового альбому, «несподівано пікантним номером, в якому Роб Томас зміг опинитись на висоті».
13 вересня 1999 року «Smooth» отримала «золоту» сертифікацію RIAA, а 9 листопада стала «платиновою» з 1 млн проданих примірників. Пісня також отримала три премії «Греммі» — «Запис року», «Пісня року» та «Найкраще спільне вокальне попвиконання».

## Історичне значення
«Smooth» стала одним з найнесподіваніших лідерів чартів наприкінці 1999 років, поєднавши забутого рок-гітариста, який багато років не випускав справжніх хітів, з молодим попроковим співаком. Колаборація виконавців різних епох та різних жанрів була неочікуваною, але зробила з композиції один з найяскравіших тогочасних попхітів.
У 2016 році в провідному музичному журналі Billboard було опубліковано рейтинг найкращих пісень в жанрі «попмузики для дорослих», в якому «Smooth» посіла перше місце. Окрім цього, «Smooth» стала другою в рейтингу найкращих хітів всіх часів Billboard Hot 100, поступившись лише «The Twist» Чаббі Чекера, а також очолила список найкращих пісень 1990-х років.

## «Smooth» в культурі
«Smooth» неодноразово використовувалась як саундтрек до кінофільмів. Зокрема, у 2000 році вона з'явилась в романтичній комедії «Зберігаючи віру», в епізоді, де герої Едварда Нортона та Бена Стиллера прогулюються містом та намагаються «виглядати круто». В різдвяному фільмі «Реальна любов» 2003 року «Smooth» супроводжує головного героя, який прилетів з Великої Британії до США, щоб заволодіти серцем місцевих дівчат.
Серед численних каверів на композицію вирізняється металкор-версія гурту Escape the Fate, що 2009 року увійшла до збірки Punk Goes Pop. Американський комік Ніл Сісеріга багато разів використовував її на власних мешап-альбомах, зокрема, на однойменній пісні 2018 року, поєднавши «Smooth» та «Smooth Criminal» Майкла Джексона. Також у 2018 році маловідомий музикант Jetski видав повноцінний альбом, який складався суто з семплів з пісні «Smooth». 

## Довідкові дані

### Учасники запису
| Музиканти - Карлос Сантана — електрогітара, - Роб Томас — вокал, - Честер Томпсон — клавішні, - Бенні Рітвельд — бас-гітара, - Родні Голмс — барабани, - Карл Пераццо — перкусія, - Рауль Рекоу — конга, - Джеф Крессман — тромбон, - Хосе Абель Фігероа — тромбон, - Хав'єр Мелендес — труба, - Вільям Ортіз — труба. | Персонал - Метт Серлетік — продюсер, - Девід Тенер — звукоінженер, - Стів Фонтано — асистент звукоінженера (запис), - Енді Галлер — асистент звукоінженера (зведення), - Марк Добсон — цифрове редагування, - Клайв Девіс — виконавчий продюсер, - Піт Генберг — A&R, - Майкл Клотц — дизайнер, - Майкл Ріос — художник. |

### Список пісень на синглі
Santana feat. Rob Thomas — Smooth (США, Arista, 07822-13718-2)
1. «Smooth» — 3:55
2. «El Farol» — 4:59[15]

Santana feat. Rob Thomas — Smooth (Європа, Arista, 74321-68405-2)
1. «Smooth (Radio Edit)» — 4:05
2. «Smooth (Album Version)» — 4:55
3. «Smooth (Instrumental)» — 4:55[16]

Santana feat. Rob Thomas — Smooth — The Club Remix (Європа, Arista, 74321-72267-2)
1. «Smooth (Radio Edit)» — 4:01
2. «Smooth (Dance Radio Mix)» — 3:53
3. «Smooth (Club Mix)» — 7:29
4. «Smooth (Club Mix) (Instrumental)» — 7:30
5. «Smooth (Album Version)» — 4:55[17]

### Місця в хіт-парадах
| Хіт-парад (1999—2000)                     | Найвища позиція |
| ----------------------------------------- | --------------- |
| Австралія (ARIA)                          | 4               |
| Австрія (Ö3 Austria Top 75)               | 9               |
| Бельгія (Ultratop Flanders)               | 30              |
| Canada Top Singles (RPM)                  | 1               |
| Canada Adult Contemporary (RPM)           | 1               |
| Canada Rock/Alternative (RPM)             | 1               |
| Хорватія (HRT)                            | 2               |
| Європа (Eurochart Hot 100)                | 10              |
| Фінляндія (Suomen virallinen lista)       | 12              |
| Франція (SNEP)                            | 15              |
| Німеччина (Media Control AG)              | 21              |
| Греція (IFPI)                             | 2               |
| Ісландія (Íslenski Listinn Topp 40)       | 31              |
| Ірландія (IRMA)                           | 3               |
| Нідерланди (Dutch Top 40)                 | 37              |
| Нідерланди (Mega Single Top 100)          | 40              |
| Нова Зеландія (RIANZ)                     | 18              |
| Португалія (AFP)                          | 5               |
| Шотландія (Official Charts Company)       | 2               |
| Швейцарія (Media Control AG)              | 18              |
| Велика Британія (Official Charts Company) | 3               |
| США (Billboard Hot 100)                   | 1               |
| США (Adult Contemporary) (Billboard)      | 11              |
| США (Adult Top 40) (Billboard)            | 1               |
| США (Alternative Songs)                   | 24              |
| США (Adult Alternative) (Billboard)       | 1               |
| США (Mainstream Rock) (Billboard)         | 10              |
| США (Mainstream Top 40) (Billboard)       | 1               |
| США (Rhythmic) (Billboard)                | 23              |

| Хіт-парад (1999)                  | Позиція |
| --------------------------------- | ------- |
| Австралія (ARIA)                  | 11      |
| Канада (Top Singles) (RPM)        | 9       |
| Канада (Adult Contemporary) (RPM) | 50      |
| Канада (Rock/Alternative) (RPM)   | 8       |
| Нова Зеландія (Recorded Music NZ) | 36      |
| США Billboard Hot 100             | 19      |
| США Adult Top 40 (Billboard)      | 16      |
| США Mainstream Rock (Billboard)   | 35      |

| Хіт-парад (2000)                   | Позиція |
| ---------------------------------- | ------- |
| Європа (Eurochart Hot 100)         | 68      |
| Франція (SNEP)                     | 90      |
| Ірландія (IRMA)                    | 34      |
| Швейцарія (Schweizer Hitparade)    | 95      |
| Велика Британія UK Singles (OCC)   | 75      |
| США Billboard Hot 100              | 2       |
| США Adult Contemporary (Billboard) | 12      |
| США Adult Top 40 (Billboard)       | 1       |
| США Mainstream Top 40 (Billboard)  | 12      |

| Хіт-парад                            | Позиція |
| ------------------------------------ | ------- |
| Greatest of All Time Hot 100 Songs   | 3       |
| Greatest of All Time Adult Pop Songs | 1       |
| Greatest of All Time Pop Songs       | 2       |
| Billboard's Top Songs of the ’90s    | 1       |

### Сертифікації
| Регіон | Сертифікація  | Продажі   |
| --- | ------------- | --------- |
| Австралія (ARIA) | 2× Платиновий | 140 000^  |
| Велика Британія (BPI) | Платиновий    | 600 000   |
| США (RIAA) | Платиновий    | 1,200,000 |
| США (RIAA) (цифровий формат) | Золотий       | 500 000*  |
| *продажі, що базуються лише на сертифікаціях · ^відвантаження, що базуються лише на сертифікаціях · продажі+прослуховування, що базуються лише на сертифікаціях |               |           |